# Futbol Club Barcelona Bàsquet 1999-2000
Questa voce raccoglie le informazioni riguardanti il Futbol Club Barcelona Bàsquet nelle competizioni ufficiali della stagione 1999-2000.

## Stagione
La stagione 1999-2000 del Futbol Club Barcelona Bàsquet è la 42ª nel massimo campionato spagnolo di pallacanestro, la Liga ACB.
All'inizio della nuova stagione la Federazione decise di modificare il regolamento riguardo al numero di giocatori extracomunitari consentiti per ogni squadra che così passò a solo due.

## Roster
Aggiornato al 10 novembre 2021.
| FC Barcelona 1999-00 | FC Barcelona 1999-00 |
| Giocatori            | Staff tecnico        |
| -------------------- | -------------------- |

| N. | Naz.                                      | Ruolo | Nome                     | Anno | Alt.   | Peso   |  |
| -- | ----------------------------------------- | ----- | ------------------------ | ---- | ------ | ------ |  |
| 5  | Spagna (bandiera)                         | P     | Nacho Rodríguez          | 1970 | 186 cm | 84 kg  |  |
| 6  | Stati Uniti (bandiera)                    | P     | Anthony Goldwire         | 1971 | 186 cm | 83 kg  |  |
| 7  | Spagna (bandiera)                         | AP    | Rodrigo de la Fuente (C) | 1976 | 200 cm | 96 kg  |  |
| 8  | Stati Uniti (bandiera)                    | AC    | Derrick Alston           | 1972 | 208 cm | 103 kg |  |
| 9  | Paesi Bassi (bandiera)                    | C     | Francisco Elson          | 1976 | 211 cm | 106 kg |  |
| 10 | Francia (bandiera)                        | AP    | Alain Digbeu             | 1975 | 198 cm | 95 kg  |  |
| 11 | Jugoslavia (bandiera) · Grecia (bandiera) | A     | Milan Gurović            | 1975 | 205 cm | 95 kg  |  |
| 12 | Spagna (bandiera)                         | C     | Roberto Dueñas           | 1975 | 221 cm | 141 kg |  |
| 13 | Spagna (bandiera)                         | G     | Juan Carlos Navarro      | 1980 | 192 cm | 82 kg  |  |
| 14 | Grecia (bandiera)                         | C     | Euthymīs Rentzias        | 1976 | 212 cm | 116 kg |  |
| 16 | Spagna (bandiera)                         | C     | Pau Gasol                | 1980 | 213 cm | 110 kg |  |
| 17 | Spagna (bandiera)                         | C     | Alfons Alzamora          | 1979 | 205 cm | 102 kg |  |

| Allenatore                                                            |
| - Aíto García Reneses                                                 |
| Assistente/i                                                          |
| - / Steve Trumbo Legenda - (C) Capitano - (IN) Inattivo - Infortunato |

## Mercato

### Sessione estiva
| Acquisti | Acquisti         | Acquisti        | Acquisti   | Acquisti |
| R.a      | Nome             | da              | Modalità   |          |
| -------- | ---------------- | --------------- | ---------- | -------- |
| P        | Anthony Goldwire | Olympiakos      | definitivo |          |
| AP       | Alain Digbeu     | ASVEL           | definitivo |          |
| C        | Francisco Elson  | Calif. G. Bears | definitivo |          |

| Cessioni | Cessioni            | Cessioni       | Cessioni         | Cessioni |
| R.       | Nome                | a              | Modalità         |          |
| -------- | ------------------- | -------------- | ---------------- | -------- |
| AP       | Roger Esteller      | Saski Baskonia | fine contratto   |          |
| P        | Aleksandar Đorđević | Free agent     | fine contratto   |          |
| C        | Oriol Junyent       | Fuenlabrada    | fine contratto   |          |
| AG       | Marcelo Nicola      | Pall. Treviso  | rinnovo prestito |          |
| P        | Josep Manel Marcos  | Murcia         | fine contratto   |          |
| AP       | Xavi Fernández      | Málaga         | fine contratto   |          |